# ویتیکنیت
ویتیکنیت  (به انگلیسی: Wittichenite) با فرمول شیمیایی Cu3BiS3 از مجموعه کانی هاست و نام محل wittichen درآلمان غربی است. درشعله ذوب می‌شود. محلول در HCL , NO3H Cu:۳۸٫۴۶٪  Bi:۴۲٫۱۵٪  S:۱۹٫۳۹٪  با انکلوزیون نقره برای اولین بار در آلمان شرقی کشف شد و از نظر شکل بلور: آسیکولار- پهن و کوتاه- کشیده، رنگ: خاکستری سربی، شفافیت: کدر(اپاک)، شکستگی: صدفی - نامنظم، جلا: فلزی، رخ: ندارد، سیستم تبلور: ارترومبیک و در رده‌بندی سولفور است  و منشأ تشکیل آن هیدروترمال است.
همایند کانی‌شناسی (پارانژ) آن آمپلکتیت - بیسموتینیت - تنانتیت- بیسموتینیت- تنانتیت است
، از نظر ژیزمان بلوری - آگرگاتهای توده‌ای کمیاب است و بیشتر در آلمان، نامبیا، آمریکا و انگلستان یافت می‌شود.

## منبع
- پردیس کشاورزی ایران